# Kleiner Rat
Als Kleiner Rat (französisch Petit Conseil) wurde in den Stadtorten der Alten Eidgenossenschaft bis 1798 die über umfassende Machtbefugnisse verfügende Obrigkeit des Kantons bezeichnet. Nach 1803 war Kleiner Rat in manchen Kantonen der Name der Kantonsregierung.
Der Kleine Rat setzte sich aus den höchsten Amtsträgern der Stadt und weiteren Bürgern zusammen, die meist aus wenigen alteingesessenen Familien stammten. In der Zeit der Helvetischen Republik waren die Kleinen Räte abgeschafft. Mit Beginn der Mediationszeit 1803 wurden sie als Kantonsregierungen wieder eingeführt. In den meisten Kantonen, die über einen Kleinen Rat verfügten, wurde die Bezeichnung im Laufe des 19. Jahrhunderts jedoch durch Regierungsrat ersetzt, siehe z. B. Kleiner Rat der Stadt Basel oder Kleiner Rat der Stadt Bern. Eine Ausnahme bildet Graubünden, wo die Bezeichnung bis 1971 beibehalten wurde.
Im Gegensatz dazu stand der «Grosse Rat», der vor allem ein beratendes Gremium war, um der Bürgerschaft ein politisches Gewicht zu geben. Er darf nicht mit dem Grossen Rat heutiger Kantone verwechselt werden, der als Kantonsparlament fungiert.